# پرواز ۹۰۱ خطوط هوایی استرلینگ
در ۲۴ اسفند ۱۳۵۲ (۱۵ مارس ۱۹۷۴)، پرواز ۹۰۱ خطوط هوایی استرلینگ، یک فروند سود اویاسیون کاراوله متعلق به خطوط هوایی استرلینگ، در حالی‌که برای برخاستن از باند فرودگاه مهرآباد تاکسی می‌کرد، دچار نقص ارابه فرود شد. مشکل ارابهٔ فرود اصلی سمت راست، باعث شد بال راست با باند فرودگاه تماس پیدا کند و مخزن سوخت هواپیما پاره شود و سوخت ریخته‌شده مشتعل شود. در این آتش‌سوزی ۱۵ مسافر کشته و ۳۷ مسافر و خدمهٔ آن مجروح شدند. این هواپیما توسط شرکت Tjæreborg اجاره شده بود تا گردشگران را به سفری در سراسر آسیا ببرد و در راه بازگشت به کپنهاگ بود که این حادثه رخ داد. این حادثه تنها دو سال پس از سانحهٔ پرواز ۲۹۶ خطوط هوایی استرلینگ رخ داد.

## هواپیما
هواپیمای درگیر در این سانحه یک کاراوله با شماره سریال سازنده ۲۶۶ با نام OY-STK بود. این هواپیما، نخستین پرواز خود را در ۴ آوریل ۱۹۷۰ انجام داد و در ۶ مه ۱۹۷۰ به خطوط هوایی استرلینگ، تحویل داده شد.

## مسافران و خدمه
این هواپیما حامل ۹۶ نفر بود که ۹۲ نفر مسافر، دو نفر خلبان و دو نفر خدمه کابین بودند. کاپیتان پرواز، لیف کنود یورگنسن ۳۸ ساله بود که از سال ۱۹۶۷ با استرلینگ ایرویز پرواز کرده و از سال ۱۹۷۰ کاپیتان شده بود و ۹٬۶۰۰ ساعت پرواز داشت. کمک خلبان رایمو اوسکی از فنلاند بود که ۶٬۰۰۰ ساعت پرواز داشت. خدمهٔ کابین نیز متشکل از آن برونر ۲۴ ساله و بنته استفنسن ۲۲ ساله، هر دو از دانمارک بودند. طبق گزارش روزنامه دانمارکی پلیتیکن، ملیت مسافران و خدمه به شرح زیر بود:
| ملیت       | مسافران | خدمه | مجموع | تلفات |
| ---------- | ------- | ---- | ----- | ----- |
| دانمارک    | ۴۶      | ۳    | ۴۹    | ۷     |
| سوئد       | ۳۶      | -    | ۳۶    | ۸     |
| آلمان غربی | ۴       | -    | ۴     | -     |
| نروژ       | ۲       | -    | ۲     | -     |
| فنلاند     | -       | ۱    | ۱     | -     |
| فرانسه     | ۱       | -    | ۱     | -     |
| مجموع      | ۹۲      | ۴    | ۹۶    | ۱۵    |

## سانحه
هواپیمای سانحه‌دیده، توسط آژانس مسافرتی Tjæreborg اجاره شده بود تا گردشگران را به یک تور در سراسر آسیا ببرد. این تور در تاریخ ۲ مارس ۱۹۷۴ در کپنهاگ آغاز شده بود و گردشگران را به چندین شهر از جمله شیراز، بانکوک، هنگ کنگ و دهلی نو برده بود. هواپیمای این تور، در چهاردهمین روز تور، پیش از پرواز به کپنهاگ، در حال توقف برای سوخت‌گیری در تهران بود. هنگامی که هواپیما در حال حرکت به سمت باند فرودگاه بود، ارابه فرود اصلی سمت راست به‌طور ناگهانی دچار مشکل شد و این مشکل، باعث شد که مخزن سوخت در بال راست پاره شود و سوخت بریزد و سپس مشتعل شود.

## تحقیق و بررسی
بلافاصله پس از این‌که خبر این سانحه به کپنهاگ رسید، هیئت بررسی سانحهٔ دانمارک (AIB) تیمی را به همراه تکنسین‌های پلیس دانمارک و کارشناسان شناسایی اجساد به تهران اعزام کرد. تیم AIB قرار بود به تیم تحقیقاتی ایرانی کمک کند. قبل از شروع تحقیقات، گمان می‌رفت که یا خستگی فلز یا از بین رفتن هیدرولیک باعث این حادثه شده‌است. در ۳۰ مارس ۱۹۷۴ تیم AIB بیانیه‌ای را منتشر کرد که علت احتمالی این حادثه، خرابی ارابه فرود اصلی سمت راست بوده‌است. با شکسته شدن ارابه فرود، مخزن سوخت داخل بال پاره شد و باعث ریختن سوخت و نهایتاً، آتش‌سوزی شد.